# 永島聖羅
永島聖羅（日语：／ Nagashima Seira */?，1994年5月19日—）是日本女藝人及演員，為女子偶像組合乃木坂46前成員，愛知縣碧南市出身，所屬經紀公司為Horipro。2011年以乃木坂46一期生身分出道，2016年3月20日自乃木坂46畢業。

## 經歷
1994年5月19日，永島出生於愛知縣碧南市。中學時期，她曾是網球社成員，並擔任過應援團團長。高中時則擔任足球部經理。在就學期間，她以成為女演員為目標，參加過各種徵選，雖然有時能進入最終審查，但始終未能通過。在高中2年級時，受到朋友鼓勵參加乃木坂46一期生徵選，她認為這對成為女演員會是一步進展，於是決定嘗試報名。
2011年8月21日，永島於乃木坂46一期生徵選合格，最終徵選時她選擇演唱的歌曲是川嶋愛的《My Love》。最終徵選後發表暫定選拔成員，永島因未有成為選拔成員，作為候補成員開始活動。合格後從愛知縣搬到東京。11月13日，開通了個人的乃木坂46官方博客。
2012年2月22日，隨著乃木坂46的首張單曲《窗簾圍繞》發售，她在收錄曲〈左胸的勇氣〉、〈不想失去〉和〈乃木坂之詩〉中正式唱片出道。
2013年3月13日，永島在乃木坂46第五張單由《你就是希望》首次獲選為選拔成員。雖然永島在《你就是希望》之後一直徘徊於非單曲選拔成員「Under Girls」陣容，但她也因此在Under Girls扮演著帶領者角色，對眾多的後輩成員給予支持。
2014年3月，從高中畢業。為了专注于乃木坂46的活动，未选择升讀大学。4月4日，開始擔任FM富士的廣播節目《沉默的星期五》的助理主持。當時她正好有心投入談話類節目，因此欣然接受邀約。她也成為繼齊藤優里之後，第二位擔任廣播節目常規主持的乃木坂46成員。4月15日，在「極東ROCK'N'ROLL HIGH SCHOOL 第二章」第4回公演「乃木坂46 vs 氣志團 〜学生服反逆同盟〜」中，與中元日芽香、能條愛未、川村真洋、深川麻衣、中田花奈、齋藤飛鳥組成子團體乃木團，該樂團隨後因有成員畢業而實質解散。9月17日，於第5届AKB48猜拳大会上，永島作为小嶋陽菜的应援团「小嶋坂46」（こじ坂46）的一员，与川後陽菜、齊藤優里、中田花奈一起登场。小嶋其後在「乃木坂46 Under Live 2nd Season」演唱會上客串出演，與小嶋坂46成員演唱首度公開的新曲《風之螺旋。
2015年2月4日，開始擔任FM愛知的廣播節目《赤札堂眼鏡presents 乃木坂46永島聖羅的美味音樂》（メガネ赤札堂presents 永島聖羅のデリシャス・ミュージック）的主持人，該節目也是乃木坂46成員首個個人冠名節目。
2015年1月10日，參加在東京乃木神社舉行的乃木坂46成員成年禮。2月22日，在乃木坂46三周年纪念演唱会《乃木坂46 3rd YEAR BIRTHDAY LIVE》举行前夕住院，雖然後来康復出院，但僅參與部分演出。9月30日，主演由其故乡地方政府制作的剧情式宣传影片《龙之守护之街》（龍が護る街），同時也是乃木坂46成員中的首例。2015年12月17日，她在「乃木坂46 Under Live at 日本武道館」上宣布畢業。
2016年3月20日，在「乃木坂46 Under Live 全国巡迴演唱會 2016〜永島聖羅畢業迴演唱會〜」結束後，正式從乃木坂46畢業。3月29日，先前拍攝的節目《拉林·玛姬·内山君前往 第五代线性·铁道馆 悠闲远足》（らりん・マギー・内山くんが行く 5thリニア・鉄道館 ユル～い遠足）在名古屋電視台播出，这也是她作为乃木坂46成员最后一次在电视上亮相。4月30日，永島位於乃木坂46官方網站內的部落格正式關閉。5月12日，開設個人Twitter帳號。8月29日，宣布加入經紀公司Horipro，並且開設個人Instagram帳號。10月6日至10日，出演了從乃木坂46畢業後的首部舞台劇《Analog Communications》。10月20日，開設個人部落格。
2017年3月，永島出任首名碧南推廣大使，並揭露了她是前碧南市市長永島卓的孫女。10月30日，擔任第30屆東京國際影展官方節目《永島聖羅的東京國際電影節報導 LINE LIVE》的主持人與會場採訪記者。11月，她成為企劃《用無人機讓大家展現笑容的可愛女飛行員們》的「DRONE VENUS（無人機維納斯）」的成員。12月5日，她擔任恐怖電影《IT/它》的宣傳大使，並主持網路節目《永島聖羅來看話題恐怖電影「IT／它」了》（LINE LIVE）
2018年3月，加入了由女性藝人依所屬經紀公司組隊進行電子競技對戰的「e-Sports Queen League」，成為Horipro隊的成員。3月4日，她主演環境省為宣導地球暖化對策所製作的宣傳影片《永島聖羅與石田安奈的地球暖化對策最先端技術報導—鹿追氫能農場》，這是她首次參與中央政府機關製作的影片。4月29日，首次成為教育與知識類綜藝節目《短歌de心動》（NHK教育頻道）的準常駐嘉賓，這也是她第一次擔任全國播出節目的準固定班底。6月4日，她被選為旅行與住宿預約網站「MyNavi Travel」的特集《MyNavi Travel女子旅》的代言人。9月11日，她與當時現役J聯盟球員岩政大樹共同擔任LINE LIVE首度嘗試直播日本國家足球隊比賽的解說節目《【實況解說】岩政大樹＆永島聖羅 日本代表 VS 哥斯大黎加代表》的助理主持人。此後兩人搭檔一共主持了14場比賽的節目。10月，她擔任第31屆東京國際影展的官方記者。12月，她主演了由草津市觀光物產協會製作的「環繞琵琶湖騎行（BIWAICHI）」宣傳影片。
2019年4月1日，她擔任日本電視台週末深夜體育新聞節目《Going!Sports&News》「週日版」的氣象資訊主播。10月，她擔任第32屆東京國際影展的官方記者。
2020年2月17日，主演了東京都為因應成年年齡下修、預防消費者受害而製作的宣導影片《現代TOKYO怖話 Side A/B》，該影片根據公開徵選的優秀短篇小說改編。3月，與時尚品牌「kitson me」合作，推出了個人首款聯名商品《永島聖羅×kitson me 聯名連帽衫》。12月，在因COVID-19疫情導致舞台公演接連取消的情況下，她首次參與僅限網路播出的無觀眾朗讀劇《Candle Story》。
2025年4月3日，宣布與演員市川知宏結婚。

## 人物
永島有着Seirarin（せいらりん）、Rarin（らりん）、Naga（ナガ）、Naga-san（永さん）等的暱稱。她在家中排行最小，上有兩名兄長。她的理想目標人物是上戸彩、高橋南，憧憬的人物是前田敦子。

## 參與歌曲
- 標註「★」符號表示該首歌曲有拍攝MV。

### 單曲
乃木坂46
|      | 發行日期       | 單曲名稱           | 參與歌曲名稱              | MV | 備註     |
| ---- | -------------- | ------------------ | ------------------------- | -- | -------- |
| 01st | 2012年02月22日 | 窗簾圍繞           | 左胸的勇氣                | ★  | 出道作品 |
| 01st | 2012年02月22日 | 窗簾圍繞           | 不想失去                  | ★  |          |
| 01st | 2012年02月22日 | 窗簾圍繞           | 乃木坂之詩                | ★  |          |
| 02nd | 2012年05月02日 | 來吧Shampoo！      | 對狼吹口哨                | ★  |          |
| 02nd | 2012年05月02日 | 來吧Shampoo！      | 心之靈藥                  |    |          |
| 03rd | 2012年08月22日 | 奔馳吧！Bicycle    | 眼淚仍然悲傷的時候        | ★  |          |
| 03rd | 2012年08月22日 | 奔馳吧！Bicycle    | 人為什麼奔跑？            |    |          |
| 04th | 2012年12月19日 | 制服模特兒         | 春天的旋律                | ★  |          |
| 05th | 2013年03月13日 | 你就是希望         | 你就是希望                | ★  | 選拔     |
| 05th | 2013年03月13日 | 你就是希望         | 乾脆一點                  | ★  |          |
| 05th | 2013年03月13日 | 你就是希望         | 浪漫墨魚燒                |    |          |
| 05th | 2013年03月13日 | 你就是希望         | 念力的可能性              |    |          |
| 06th | 2013年07月03日 | Girls' Rule        | 風扇                      | ★  |          |
| 06th | 2013年07月03日 | Girls' Rule        | 人們的樂器                |    |          |
| 07th | 2013年11月27日 | 髮夾               | 初戀的人在現在            | ★  |          |
| 08th | 2014年04月02日 | 察覺時已是單戀     | 當出生時                  | ★  |          |
| 09th | 2014年07月09日 | 夏天的Free&Easy    | 在這裡的理由              | ★  |          |
| 10th | 2014年10月08日 | 第幾次的藍天？     | 那一天 我隨口說了一個謊言 | ★  |          |
| 10th | 2014年10月08日 | 第幾次的藍天？     | 我起來迂迴的愛情          |    |          |
| 11th | 2015年03月18日 | 生命如此美好       | 也許你沒有遇上我會更好吧  | ★  |          |
| 12th | 2015年07月22日 | 太陽敲敲門         | 離別時，更喜歡你          | ★  |          |
| 13th | 2015年10月28日 | 此刻，想說話的對象 | 嫉妒的權利                | ★  |          |

其他
| 發行日期       | 單曲名稱 | 參與歌曲名稱 | MV | 備註     |
| -------------- | -------- | ------------ | -- | -------- |
| 2014年11月26日 | 希望無限 | 風的螺旋     | ★  | 小嶋坂46 |

### 專輯
乃木坂46
|      | 發行日期       | 專輯名稱 | 參與歌曲名稱 | 備註     |
| ---- | -------------- | -------- | ------------ | -------- |
| 01st | 2015年01月07日 | 透明色   | 自由的彼方   |          |
| 01st | 2015年01月07日 | 透明色   | 傾斜         | 小嶋坂46 |

## 演出

### 電視節目
- マギーとせいらのハナタカ遺産（2016年7月1日－2017年3月，CNCi集團）[60]
- 安奈聖羅のクイズ永島石田（2018年1月18日—12月16日，スカパーCh.663、偶像專屬頻道Pigoo）[61]
- 短歌de胸キュン（2018年4月29日－，NHK教育頻道）[62]
- Going!Sports&News週日版（2019年4月1日－2020年3月30日，日本電視台）- 氣象資訊播報員

### 電視劇
- 週五ROADSHOW！特別劇企劃 假面教師（2014年2月14日，日本電視台） ：飾演 女高中生[63]
- 初森BEMARS 第3球（2015年7月25日，東京電視台）：飾演 トライバルのレイ[64]
- 戀愛指南劇《我想證明我對愛的信仰》（2017年12月28日，朝日電視台）[65]
- Signal 長期未解決事件搜查班 第9集（2018年6月5日，富士電視台）：飾演 アオイ[66]
- 痛快TV 痛快日本 短劇《痛快家庭～與母親之間遙遠的距離～》（2018年10月29日，富士電視台）：飾演 米村飛鳥[67]
- 記憶搜查〜新宿東署事件簿〜 第3話（2019年2月1日，東京電視台）：飾演 南怜奈[68]
- 赤鬍子2 第6集（2019年12月6日，NHK BS Premium）：飾演 おたま[69]
- 13 第2集（2020年8月8日，東海電視台）：飾演 まどか[70]
- 要來杯咖啡嗎 第3集（2021年4月19日，東京電視台）：飾演 中島[71]
- 只是沒離婚而已 第1集（2021年7月7日，東京電視台）：飾演 みゆき[72]
- 小子要找茶（2021年3月5日，Amazon Prime Video／2021年10月8日—12月24日，東京電視台）：飾演 飯倉智花[73]
- 記憶搜查特別篇2〜新宿東署事件簿〜（2022年6月20日，東京電視台）：飾演 岩井明日香[74]
- 商店街的鋼琴家 第3至5集（2022年10月17日—31日，BS松竹東急）：飾演 浅井ユキ[75]
- 女神的教室（2023年1月9日—3月20日，富士電視台）：飾演 堀田花音[76]
- 哪裡奇怪2 第5集（2023年5月2日，東京電視台）：飾演 助理[77]
- 她們的犯罪 第2集（2023年7月27日，讀賣電視台）[78]
- 敲響密室之門 第2、3集（2023年8月5日、12日，朝日電視台）：飾演 香山聰美[79]
- 商店街的鋼琴家 永恆的旋律 第4至6集（2023年10月28日—11月11日，BS松竹東急）：飾演 淺野由紀（浅野ユキ）[80]

### 電影
- 黎明的年輕人們 （2021年12月31日，巴而可）[81][82]
- 婚顧女王（2022年3月12日，松竹）：飾演 三浦加奈[83]
- Hazard Lamp（2022年上映中止，東映Video）：飾演 高倉真奈[84][85]

### 舞台劇
- Analog Company（2016年10月6日－10日，劇場MOMO）：飾演 Suzumi[37][86]
- 東京アンテナコンテナ 第15回本公演「サスライ7 パート3-転 シンジツ-」（2016年11月15日－20日，The Pocket）[87]
- 演劇集団 0 LIMIT 第6回公演「愛愛愛の愛」（2017年2月1日－5日，Green劇場 BIG TREE劇場）：飾演 野口美奈代[88]
- 東京アンテナコンテナとゆかいな仲間達PRESENTS「浅草 福の屋大衆劇場と奇妙な住人達1982」（2017年5月24日－28日，The Pocket）：飾演 Mallow[89]
- 東MAXプロデュース FIRE HIP'S 第9回公演「選挙へゴー! ゴゴー!!」（2017年8月5日－6日，Square荏原 平塚大廳）：飾演 偶像[90]
- 劇団TEAM-ODAC 第26回本公演「岸和田少年愚連隊〜那時的熱血至今依然存在〜」（2017年9月27日－10月1日，全勞濟會館）：飾演 町村美織[91]
- サスライ7 パート1 -起 サイカイ- "ちょっと改訂版"（2017年11月1日－5日，南大塚Hall）：飾演 Saeco[92]
- SOLID STAR プロデュースvol.12「ハッピーマーケット」（2017年11月22日－26日，全勞濟會館）：飾演 西友美[93]
- ADKアーツ コレクション vol.1「冬の四重奏〜4 名の演出家によるオムニバス朗読劇〜」（2018年2月7日－11日，全勞濟會館）：飾演 力石香織[94]
- SANZ II （2018年4月11日－16日，博品館劇場）：飾演 御影凛花 [95][96]
- 劇団TEAM-ODAC第29回本公演「HOME〜いつか帰るよ、僕だけのHOME〜」（2018年5月9日－14日，紀伊國屋劇場）：飾演 麻衣子[97]
- 企劃公演 朗读劇「青空」（2018年8月8日，三越劇場）[98]
- 「家庭教師HITMAN REBORN!」the STAGE（2018年9月21日－30日，東京：天王洲 銀河劇場／10月3日－6日，大阪：Melparque Hall大阪）：飾演 三浦ハル[99][100]
- 蛇之亞種（2018年6月6日－11日，Sun Mall劇場）[101]
- 槍彈辯駁3 THE STAGE 2018 ～The End of 希望峰学園～（2018年7月20日－23日，東京：日光劇場／7月27日－29日，大阪：森之宮Piloti Hall／8月3日－13日，東京：HULIC HALL TOKYO）：飾演 忌村靜子[102][103]
- 思い出すならAnotime（2018年11月28日－12月2日，Sun Mall劇場）：飾演 高木寬子[104]
- blast!: the music of Disney（2019年7月10日，Shelter Nanyo Hall）- 作為「Blast！Girls」成員演出[105]
- 東MAXプロデュース FIRE HIP'S 第11回公演「Hey!柔道!!〜don't let me down〜」（2019年8月3日－4日，Square荏原 平塚大廳）[106]
- 朗讀劇「Candle Story」（2020年12月14日－20日，無觀眾直播）：飾演 六花[107]
- 神宿緋扇（2021年6月17日－25日，新宿FACE）：飾演 櫻咲櫻（桜咲さくら）[108]
- 声劇和楽団 音楽朗読劇「鳥獣奇譚」（2021年11月27日－28日，日本消防會館）：飾演 鶴(たづ)[109]
- 行先不明（2022年3月4日－5日，愛知：御園座／3月12日－21日，東京：日光劇場）：飾演 津野田真理子[110]
- img Act7『ありのままに生きろ。今』（2024年4月5日－7日，大阪：ABC Hall／4月11日－13日，福岡：北九州藝術劇場／4月25日－5月2日，埼玉：彩之國埼玉藝術劇場 小劇場）：主演 佐藤詩織（佐藤しおり）[111]
- 再會吧！青春小鳥（2024年6月6日－10日，池袋Owlspot劇場）： 主演 柏木優里（柏木ユ）[112]

### 廣播
- 沉默的星期五（日语：沈黙の金曜日）（2014年4月4日－2016年2月26日，FM富士）- 助理MC[113]
- 赤札堂眼鏡presents 乃木坂46永島聖羅的美味音樂（2015年2月4日－2016年3月30日，FM愛知）- 主持人[1]
- 白鳥&永島&しーくいーんのタクシーごはん!（2017年6月26日－12月23日，SMART USEN）[114]
- ドローンネット presents 小池徹平のSKY FIGHT（2021年1月6日－12月30日，ABC電台）- 助理MC[115]
- 美少女図鑑って知ってる？（2022年7月2日－，澀谷CrossFM）- 主MC[116]

### 廣告
- 瑞穗銀行－虛構人物「みずほちゃん」（2018年3月30日）[117][118]

### 網路節目
- 碧南市宣傳影片《龍之守護之街》（2015年9月30日，碧南市）[119]
- 社交遊戲《碧藍幻想》影片企劃「100人的『你在玩碧藍嗎？』」（2016年8月1日—28日，Cygames）[120]
- Pokémon GO 東京對戰！！搞笑組合The Touch與永島聖羅展開寶可夢大搜查！（2016年7月31日，Abema TV）[121]
- TURURU SUMMERS（2016年9月12日—，BeeTV）[122]
- 鬼三村Season 2（2016年11月4日—，Hulu）[123]
- 第30屆東京國際影展官方節目「永島聖羅的東京國際電影節報導 LINE LIVE」（2017年10月30日，LINE LIVE）[124]
- 電影《IT／牠》宣傳節目「永島聖羅觀賞話題恐怖電影《牠》的感想」（2017年12月5日，LINE LIVE）[125]
- 電影《麵包與巴士與第二次初戀》宣傳節目「【重逢】深川麻衣《麵包與巴士與第二次初戀》×永島聖羅」（2017年12月27日，LINE LIVE）[126]
- 環境省宣導影片《永島聖羅與石田安奈的地球暖化對策尖端技術報導──然別氫能農場》（2018年3月4日，環境省）[127]
- 第32屆東京國際影展官方節目《永島聖羅的東京國際電影節報導 LINE LIVE 2019》（2019年11月4日，LINE LIVE）[128]
- 東京都宣導影片《現代TOKYO怪談影片 SideA/B》（2020年2月17日，東京都）[129]
- 佐久間宣行的NOBROCK TV（2021年9月4日、22日；2022年10月9日，YouTube）[130][131][132]
- 愛知縣幸田町宣傳影片（2022年7月1日，YouTube）[133]
- インシデンツ（2022年12月23日—，DMM TV）[134][135]

### 音樂錄影帶
- 藤川千愛《ありのままで》（2020年11月4日，日本古倫美亞）[136]

### 活動
- 「STAR WARS：原力覺醒」上映紀念 ＠FM Radio Freaks SPECIAL DAY in 中部國際機場（2015年11月23日，中部國際機場）- 嘉賓主持人[137]
- 赤札堂眼鏡presents 乃木坂46永島聖羅的美味音樂 in LAGUNA TEN BOSCH（2015年7月19日，拉格娜登堡）- 主要主持人[138]
- 新設施「TENTEKOMAI」開幕活動（2016年7月16日，富士急樂園）- 嘉賓主持人[139]
- 日本電視台系・24小時電視 「愛心救地球」東海地區活動（2016年8月27日、28日，Asunal金山）- 慈善活動名人／慈善活動代言人
- みんなで知事を決めよう！栃木選挙啓発イベント in ベルモール（2016年11月13日，Bell Mall）- 嘉賓主持人[140]
- ホリNS火曜祭2016（2016年12月13日，Stellar Ball）- 歌手[141]
- 東京ジョイポリス カウントダウンパーティ2017（2016年12月31日—2017年1月1日，東京JOYPOLIS）- 助理MC[142]
- 遊樂設施「Dododonpa」開幕活動（2017年7月15日，富士急樂園）- 嘉賓主持人[143]
- 元気ッス！へきなん（2017年7月29日，碧南市）- 嘉賓（以碧南市宣傳大使身份）[144]
- ホリNS木曜祭2017（2017年12月14日，Hall）- 歌手[145][146]
- ホリNSまた木曜祭2018〜春のうた合戦〜（2018年3月15日，Zepp Diver City）- 歌手[147]
- ホリNS月曜祭2018（2018年12月18日，HULIC HALL TOKYO）- 歌手[148]
- 東京電玩展2019（2019年9月14日—15日，幕張展覽館）- KONAMI展位主持人[149]
- 17LIVE 兩週年紀念活動「超級直播祭」（2019年9月28日，幕張展覽館）- 嘉賓主持人[150]
- 第32屆東京國際影展開幕活動「紅毯典禮」（2019年10月28日，六本木新城）[151]
- 中日龍 vs 讀賣巨人 開球儀式（2022年9月24日，名古屋巨蛋）[152]

## 書籍

### 写真集
- 季刊 乃木坂 vol.2 初夏（2014年6月12日，東京新聞通信社）[153]

### 日曆
- 永島聖羅 2018卓上スクールカレンダー＋仮想ラジオCD（2018年3月）[154][155]
- 永島聖羅 2019卓上スクールカレンダー（2019年3月8日）[156]
- 永島聖羅 2020卓上スクールカレンダー（2020年3月）[157]